# Caloptilia chlorella
Caloptilia chlorella là một loài bướm đêm thuộc họ Gracillariidae. Nó được tìm thấy ở Queensland.